# Anais Brasileiros de Dermatologia
Anais Brasileiros de Dermatologia, abgekürzt An. Brasil. Dermatol., ist eine wissenschaftliche Fachzeitschrift, die von der brasilianischen Gesellschaft für Dermatologie veröffentlicht wird. Die Zeitschrift wurde 1925 unter dem Namen Anais Brasileiros de Dermatologia e sifilografia gegründet. Im Jahr 1961 wurde der Name auf Anais Brasileiros de Dermatologia gekürzt. Die Zeitschrift erscheint mit sechs Ausgaben im Jahr. Es werden Arbeiten aus allen Bereichen der Dermatologie veröffentlicht.
Der Impact Factor lag im Jahr 2014 bei 0,723. Nach der Statistik des ISI Web of Knowledge wird das Journal mit diesem Impact Factor in der Kategorie Dermatologie an 54. Stelle von 63 Zeitschriften geführt.